# Daseatas
En la mitología griega, Daseatas era un príncipe arcadio, hijo de Licaón, el rey que fue convertido en lobo por ofrecer sacrificios humanos a Zeus.
Al igual que sus hermanos, Daseatas era un príncipe que destacaba por su impiedad, hasta tal punto que el mismo Zeus se dirigió al palacio de los licaónidas, disfrazado de mendigo o de agricultor, para comprobar si eran ciertos los rumores sobre sus atrocidades. Habiendo presenciado signos sobre la divinidad de su huésped, los hijos de Licaón decidieron asesinar a un niño o, según otra tradición, Licaón asesinó a uno de sus hijos, Níctimo. La víctima del sacrificio fue servido en la cena a Zeus, mezclado con entrañas de animales, para así comprobar si era o no un dios. Pero Zeus, dándose enseguida cuenta de lo abominable del manjar, devolvió a la vida a Níctimo y fulminó con sus rayos a sus asesinos, o bien los convirtió en lobos.
Según la Descripción de Grecia de Pausanias, Daseatas fundó en Arcadia la ciudad de Dasea, nombrada así en su honor.